# Ялти
Ялти́ (каз. Ялты) — село у складі району імені Габіта Мусрепова Північноказахстанської області Казахстану. Входить до складу Чистопольського сільського округу, раніше було центром і єдиним населеним пунктом Ялтинської сільської ради.
Населення — 381 особа (2021; 579 у 2009, 753 у 1999, 1047 у 1989).
Національний склад станом на 1989 рік:
- росіяни — 37 %
- українці — 20 %.